# Yli-Liekojärvi
Yli-Liekojärvi är en sjö i Pajala kommun i Norrbotten och ingår i Torneälvens huvudavrinningsområde. Sjön har en area på 0,285 kvadratkilometer och ligger 215 meter över havet. Yli-Liekojärvi ligger i Tervavuoma Natura 2000-område.

## Delavrinningsområde
Yli-Liekojärvi ingår i det delavrinningsområde (749472-179607) som SMHI kallar för Mynnar i Lainioälvens vattendragsyta. Medelhöjden är 208 meter över havet och ytan är 41,82 kvadratkilometer. Det finns ett avrinningsområde uppströms, och räknas det in blir den ackumulerade arean 87,05 kvadratkilometer. Ainettijoki som avvattnar avrinningsområdet har biflödesordning 3, vilket innebär att vattnet flödar genom totalt 3 vattendrag innan det når havet efter 256 kilometer. Avrinningsområdet består mestadels av skog (33 procent) och sankmarker (65 procent). Avrinningsområdet har 0,35 kvadratkilometer vattenytor vilket ger det en sjöprocent på 0,8 procent.